# Угледно
У́гледно (болг. Угледно) — село в Тирговиштській області Болгарії. Входить до складу общини Омуртаг.

## Населення
За даними перепису населення 2011 року у селі проживали 142 особи.
Національний склад населення села:
| Національність   | Кількість осіб | Відсоток |
| ---------------- | -------------- | -------- |
| болгари          | 4              | 3,1%     |
| турки            | 0              | 0%       |
| інша             | 123            | 96,1%    |
| Всього відповіли | 128            |          |

Розподіл населення за віком у 2011 році:
Динаміка населення: